# Tuli
Tuli es una ciudad situada en el distrito de Mokokchung en el estado de Nagaland (India). Su población es de 7864 habitantes (2011). Se encuentra en la orilla derecha del río Milak, a 80 km de Mokokchung. 

## Demografía
Según el censo de 2011 la población de Tuli era de 7864 habitantes, de los cuales 4052 eran hombres y 3812 eran mujeres. Tuli tiene una tasa media de alfabetización del 90,32%, superior a la media estatal del 79,55%: la alfabetización masculina es del 91,22%, y la alfabetización femenina del 89,06%.